# Evelyn Mawuli
Evelyn Mawuli (馬瓜エブリン Mawuli Evelyn?), född 2 juni 1995, är en japansk basketspelare.
Mawuli var en del av Japans landslag som tog silver vid olympiska sommarspelen 2020 i Tokyo. Hon har även vunnit asiatiska mästerskapet två gånger: 2017 och 2019.